# Cliff Francis
Clifford Thomas „Cliff“ Francis (* 28. Dezember 1915 in Merthyr Tydfil; † 9. August 1961 in Aberaman) war ein walisischer Fußballspieler.

## Karriere
Francis spielte in Wales für die Amateurklubs Blaengwawr United und spätestens ab 1933 für Aberaman Athletic in der Welsh League. Im April 1934 schoss Francis Aberaman vor 5000 Zuschauern im Finale des Pontypridd Hospital Cups zu einem 1:0-Sieg über Graig, Pontypridd. Im Halbfinale des Aberdare Hospital Cups erzielte der Halbstürmer im Februar 1935 bei einem 6:1-Sieg gegen Abercwmboi Institute alle vier Tore in der ersten Halbzeit, das Finale wurde im Wiederholungsspiel mit 4:2 gegen Aberdare Thursdays gewonnen. Vier Tore waren Francis bereits zuvor gelungen: im Dezember 1933 traf er, ebenso wie sein Mannschaftskollege George James, vierfach bei einem 9:2-Sieg in der Welsh League über die Reserve von Newport County.
Mit seinen Leistungen machte Francis mehrere Football-League-Klubs auf sich aufmerksam. Im August 1935 kam er als Testspieler zum englischen Erstligisten Leeds United und wurde in der Folge verpflichtet. Zunächst für die dritte Mannschaft in der Yorkshire League im Einsatz, spielte er später regelmäßig als Halbstürmer für die Reservemannschaft in der Central League, mit der er 1936/37 die Meisterschaft gewann. Für die erste Mannschaft von Leeds United kam Francis lediglich im April 1938 zu einem Pflichtspieleinsatz. Durch eine länderspielbedingte Abwesenheit von Eric Stephenson rückte Francis für ein Erstligaspiel gegen den FC Arsenal in die Mannschaft. Bei der 0:1-Heimniederlage bildete er mit George Ainsley und Gordon Hodgson das Innensturmtrio und zeigte nach Pressemeinung eine „auffällige“ Leistung.
Im Juni 1938 wechselte er zu Swindon Town in die Third Division South und war in der Saison 1938/39 mit 16 Ligatoren (davon vier per Elfmeter) in 41 Saisoneinsätzen nach Mittelstürmer Ben Morton zweitbester Torschütze Swindons. Zu Saisonbeginn kurzzeitig als linker Halbstürmer aufgeboten, nahm er bis November die Position des linken Außenstürmers ein und erhielt dabei wohlwollende Pressekritiken. Ab Dezember agierte er bis Saisonende auf der rechten Halbstürmerposition. Die folgende Saison 1939/40 wurde im September 1939 nach dem dritten Spieltag aufgrund des Ausbruchs des Zweiten Weltkriegs abgebrochen und der reguläre Spielbetrieb für die Dauer des Krieges eingestellt. Francis ging bereits nach kurzer Zeit zurück nach Yorkshire. Da Swindon ab 1940 über keine Spielstätte mehr verfügte und daher auch nicht an den kriegsbedingten Ersatzwettbewerben teilnahm, wurde Francis im September 1940 wieder von Leeds United als Spieler registriert, kam aber in den folgenden Jahren zu keinem Einsatz für das Team. Während der Ligaspielbetrieb erst im Sommer 1946 wieder aufgenommen wurde, startete der FA Cup bereits ein Jahr früher. Francis spielte im November 1945 im FA Cup 1945/46 in den beiden Erstrundenspielen gegen die Bristol Rovers seine letzten beiden Pflichtspiele. Nach einem 1:0-Heimerfolg stand im Rückspiel trotz eines Treffers von Francis nach einer 1:4-Niederlage das Aus. Verletzungsbedingt kam er im Saisonverlauf nur zu insgesamt neun Einsätzen und verließ den Klub am Saisonende.
Francis starb 45-jährig in Aberaman an einer koronaren Herzkrankheit.